# Геперидзе, Ираклий Геннадович
Ира́клий Генна́дович Гепери́дзе (род. 14 февраля 1987, Сухуми) — российский футболист, нападающий.

## Карьера

### Клубная
Ввиду грузино-абхазского конфликта семья Геперидзе переехала в Тбилиси, где Ираклий и начал заниматься футболом в молодёжной школе «Динамо». В 1998 году его семья перебралась в Москву, и Геперидзе продолжил заниматься в школе при команде «Торпедо-ЗИЛ». В 2002 году он был впервые включён в заявку «Торпедо-металлург», однако участия в матчах команды на протяжении двух сезонов так и не принял. После чего перебрался в «Сатурн» из Раменского, где выступал только за дублирующий состав клуба, провёл 49 матчей, забил шесть голов.
Перед началом сезона 2006 года был отдан в аренду в клуб первой лиги «Спартак» Нижний Новгород, где дебютировал на профессиональном уровне. Всего в составе нижегородского клуба провёл четыре встречи, и уже в августе вместе с Алексеем Тринитацким и Марио Юричем перешёл в нальчикский «Спартак». Дебют в российской премьер-лиге состоялся 10 сентября 2006 года в домашнем матче 18-го тура против московского «Локомотива» (0:1). Геперидзе появился на поле за 15 минут до окончания встречи, заменив Виталия Ланько. Провёл в составе клуба всего две встречи в чемпионате и одну игру в Кубке страны против «Сибири», и покинул команду.
В марте 2007 года отправился на сбор московского «Торпедо», с которым вскоре заключил контракт. В октябре того же года соглашение было расторгнуто по обоюдному согласию сторон. Всего в составе «автозаводцев» провёл восемь встреч.
Последующие два года выступал в израильских клубах «Маккаби» Петах-Тиква и «Хапоэль» Хайфа, а также в кипрской команде «Пафос». В феврале 2010 был на просмотре в екатеринбургском «Урале», но клубу не подошёл. После чего вернулся в Израиль, заключив контракт с клубом «Маккаби» Герцлия. Во время выступления в Израиле болельщики «Хапоэля» сочинили в честь Геперидзе песню.
Перед началом сезона 2011 года вернулся в Россию, став игроком второй команды московского «Локомотива». Провёл 13 матчей, забив два мяча.
В апреле 2012 год принял решение попробовать свои силы в пляжном футболе, став игроком московского «Спартака». Перед началом сезона 2014 года пополнил ряды другой московской пляжной команды «Строгино».
В сезоне 2014/15 выступал за армянский клуб «Улисс», в его составе завоевал серебряные медали чемпионата Армении.

### В сборной
Выступал за юношескую сборную России 1987 года рождения на турнире Валентина Гранаткина. Лучший бомбардир турнира - 7 мячей.

## Достижения
- Победитель первенства в первой лиге Израиля (выход в высшую лигу): 2008/09[11].

## Личная жизнь
Есть старший брат. Жена Натия. В 2007 году родилась дочь Мариам, в 2012 году дочь Виктория.

## Статистика выступлений
В большом футболе
| Команда                   | Сезон            | Чемпионат        | Чемпионат | Чемпионат | Кубок | Кубок | Прочее | Прочее | Итого | Итого |
| Команда                   | Сезон            | Уров.            | Игры      | Голы      | Игры  | Голы  | Игры   | Голы   | Игры  | Голы  |
| ------------------------- | ---------------- | ---------------- | --------- | --------- | ----- | ----- | ------ | ------ | ----- | ----- |
| Спартак (Нижний Новгород) | 2006             | II               | 4         | 0         | 0     | 0     | 0      | 0      | 4     | 0     |
| Спартак (Нальчик)         | 2006             | I                | 2         | 0         | 1     | 0     | 0      | 0      | 3     | 0     |
| Торпедо (Москва)          | 2007             | II               | 8         | 0         | 0     | 0     | 0      | 0      | 8     | 0     |
| Маккаби (Петах-Тиква)     | 2007/08          | I                | 12        | 0         | 0     | 0     | 0      | 0      | 12    | 0     |
| Хапоэль (Хайфа)           | 2008/09          | II               | 32        | 11        | 1     | 1     | 0      | 0      | 33    | 12    |
| Пафос                     | 2009/10          | I                | 4         | 0         | 0     | 0     | 0      | 0      | 4     | 0     |
| Маккаби (Герцлия)         | 2010/11          | II               | 29        | 4         | 2     | 0     | 6      | 2      | 37    | 6     |
| Локомотив-2 (Москва)      | 2011/12          | III              | 13        | 2         | 0     | 0     | 0      | 0      | 13    | 2     |
| Всего за карьеру          | Всего за карьеру | Всего за карьеру | 104       | 17        | 4     | 1     | 6      | 2      | 114   | 20    |

Источники:
- Статистика выступлений взята со спортивного медиа-портала FootballFacts.ru

В пляжном футболе
| Команда           | Сезон            | Чемпионат | Чемпионат | Кубок | Кубок | Итого | Итого |
| Команда           | Сезон            | Игры      | Голы      | Игры  | Голы  | Игры  | Голы  |
| ----------------- | ---------------- | --------- | --------- | ----- | ----- | ----- | ----- |
| Спартак (Москва)  | 2012             | 16        | 17        | 8     | 10    | 24    | 27    |
| Спартак (Москва)  | 2013             | 5         | 5         | 0     | 0     | 5     | 5     |
| Спартак (Москва)  | Итого            | 21        | 22        | 8     | 10    | 29    | 32    |
| Строгино (Москва) | 2014             | 30        | 13        | 0     | 0     | 30    | 13    |
| Всего за карьеру  | Всего за карьеру | 51        | 35        | 8     | 10    | 59    | 45    |

(откорректировано по состоянию на 18 августа 2014 года)
Источники:
- Статистика выступлений взята со спортивного медиа-портала Beachsoccer.ru